# Раул Ле Мат
Раул Ле Мат (фр. Raoul Le Mat; Париз, 3. септембар 1875 − Панама Сити, 15. фебруар 1947) био је амерички филмски редитељ и аматерски хокејашки тренер најпознатији по успостављању савремене хокејашке игре на подручју Шведске.
Заједно са Ернстом Вибергом и Томасом Кејхилом Ле Мат је учествовао у промоцији хокеја на леду и оснивању хокејашких организација на тлу Шведске где је, између осталог, активно учествовао и у оснивању националног Савеза хокеја на леду. Био је и селектор репрезентације Шведске на њиховом првом међународном наступу на Летњим олимпијским играма 1920. у белгијском Антверпену.
На његову иницијативу, 1922. године, одигран је први турнир шведског првенства, а сам Ле Мат је судио финалну утакмицу у којој су играле екипе Јоте и Хамарбија (Јота је победом од 6:0 освојила прву титулу националног првака). Ле Мат је такође успео да прикупи финансијска средства од филмске компаније Метро-Голдвин-Мејер (МГМ) за прављење трофеја који би био намењен победнику шведског првенства. Сребрни покал, који се од 1926. традиционално додељује најбољој екипи шведског првенства, у његову част носи име Ле Матов трофеј (швед. Le Mat-pokalen). Раул Ле Мат је уврштен у Кућу славних хокеја на леду Шведске под редним бројем 12.
Ле Мат је био власник продукцијске и дистрибутерске филмске компаније која је била у тесној вези са компанијом МГМ, а такође је био власник биоскопа Пикадили који се налазио у улици Бирјер Јарлсгатен 16 у Стокхолму који је међу првима у Шведској пуштао тон филмове. Године 1926. режирао је кратки филм о чувеној шведској књижевници Селми Лагерлеф (1858−1940) − У посети Селми Лагерлеф (швед. Ett besök hos Selma Lagerlöf; филм је дигитализован и рестауриран на Шведском филмском институту 1992. године).